# Марк Манилий Вописк
Вижте пояснителната страница за други личности с името Манилий Вописк.
Марк Манилий Вописк (на латински: Marcus Manilius Vopiscus) е сенатор на Римската империя по времето на император Нерон.

## Биография
Фамилията му произлиза от Испания. През 60 г. от юли до септември той е суфектконсул заедно с Гай Велей Патеркул на мястото на Кос Корнелий Лентул и Нерон. Това пише на намерените две восъчни плочки в Херкуланеум:
[15 юли:]
M(arco) Manilio Vopisco C(aio) Velleao Paterculo co(n)s(ulibus) /
Idibus Iuli(i)s dedicavit /
familiae Silvani crustulum mulsum ab se dedit /
decrevit familia Silvani M(arco) Valerio Dextro immunitatem [...]
[25 юли:]
[C. Ve]l[le]io Paterculo M. Manilio Vopisco
uiii K(alendas) Aug(ustas)
L. Venidius Ennychus testatus est
sibi filiam natam esse ex Liuia
Acte uxore sua 
[3 септември:]
C. velleio Paterculo M. Manilio Vopisco cos.
iii Non(as) Sept(embres)
Q. Iunius Theophilus scripsi me repromisisse A. Tetteio Severo [...].
Сенека съобщава, че по времето на неговия консулат се показала една комета.
Марк Манилий Вописк е баща на Публий Манилий Вописк, поет и приятел на император Домициан.